# Domonkos
A Domonkos férfinév a  latin Dominicus férfinév magyar változata. Jelentése az Úrhoz tartozó, Istennek szentelt. Eredetileg a vasárnap született gyerekek kaphatták, mert a vasárnap neve az "Úr napja", latinul dies dominica volt. Női párja: Dominika

## Képzett és rokon nevek
- Dominik:[1] az eredeti latin alakhoz közel álló változat.[3]
- Domán:[1] régi magyar személynév, valószínűleg a Domonkos rövidülése.[3]
- Domos:[1] a Domonkos és a Domokos régi magyar beceneve.[2]
- Domokos, Dókus

## Gyakorisága
Az 1990-es években a Domonkos igen ritka név volt, a Domos és a Domán szórványosan fordult elő, a Dominik a 80-as években kezdett terjedni és a 90-es években már gyakori név volt. A 2000-es években a Dominik a 11-15., a Domonkos a 70-81. leggyakoribb férfinév, a Domos és a Domán nem szerepel az első százban.

## Névnapok
- Domonkos, Domos, Dominik:  március 9.,[2] augusztus 4.,[2] augusztus 8.,[2] október 14.[2]
- Domán: március 9.,[3] március 12.,[3] augusztus 8.,[3] december 27.[2]

## Híres Domonkosok, Dominikok, Dománok és Domosok

### Magyarok
- Héja Domonkos
- Ferjancsik Domonkos
- Gera Domonkos

### Külföldiek
| - Dominic Armato amerikai szinkronszínész - Dominic Chianese olasz származású amerikai színész, énekes, zenész - Dominic Frasca amerikai klasszikus gitárvirtuóz - Dominik Hašek cseh jégkorongozó - Dominik Hrbatý szlovák teniszező - Dominik Klein német kézilabdázó - Dominic Marleau kanadai jégkorongozó | - Dominic Monaghan angol színész - Dominic Purcell ausztrál színész - Dominic Saleh-Zaki egyiptomi származású német színész és énekes - Dominic Sena amerikai film-, videóklip- és reklámrendező - Dominik Tatarka szlovák író, műfordító |

### Egyházi személyek
| - Szent Domonkos (1170/1175 k.–1221) a Domonkos-rend megalapítója - Domonkos (954?–1002) első esztergomi érsek - Domonkos (11. század) esztergomi érsek | - Domonkos (†1206) zágrábi püspök - Domonkos (†1377) pannonhalmi apát - Domonkos (†1383) zárai érsek, majd boszniai püspök - Domonkos (15. század) szörényi püspök |